# Татаринцева, Маргарита Петровна
Маргарита Петровна Татаринцева (30 декабря 1940 ― 7 августа 2022) — российский учёный-тувиновед, филолог, литературовед и литературный критик, этнограф и фольклорист. Исследователь старообрядчества и русского фольклора в Туве. Кандидат филологических наук (1983). Заслуженный деятель науки Республики Тыва (2005).

## Биография
Родилась 30 декабря 1940 года в посёлке Чекист Новосибирской области (ныне в черте города Томска) в семье рабочих. Окончила с золотой медалью среднюю школу в Пятигорске (1958) и историко-филологический факультет Новосибирского государственного педагогического института (1963). С 1963 по 1969 год преподавала русский язык и литературу в школах и техникумах Новосибирска и Новосибирской области.
В начале 1970 года вслед за мужем, тюркологом Б. И. Татаринцевым, приехала в Кызыл. В феврале того же года была принята на работу в Тувинский научно-исследовательский институт языка, литературы и истории (ныне Тувинский институт гуманитарных и прикладных социально-экономических исследований) сначала на должность внутреннего редактора, затем младшего научного сотрудника сектора литературы и фольклора. В 1983 году в Бурятском институте общественных наук Сибирского отделения Академии наук СССР (г. Улан-Удэ) защитила диссертацию на соискание учёной степени кандидата филологических наук (тема «Развитие литературно-критической мысли в Туве»). В 1992 году получила учёное звание старшего научного сотрудника по специальности «Советская многонациональная литература». С 2002 года М. П. Татаринцева — ведущий научный сотрудник сектора культуры и истории ТИГПИ.
В 2005 году Маргарите Петровне было присвоено звание «Заслуженный деятель науки Республики Тыва».
Умерла 7 августа 2022 года.

## Научная, педагогическая и общественная деятельность
Научную деятельность М. П. Татаринцева начинала как литературовед и литературный критик. В 1983 году вышла в свет её монография, в которой были рассмотрены процессы формирования критической мысли в Туве в период 1930-х −1970-х годов. Как критик она печаталась в региональной периодике (альманах «Улуг-Хем») и на страницах центральной прессы, в частности, в таких журналах, как «Литературное обозрение», «Вопросы литературы», «Детская литература», «Байкал». Её неоднократно приглашали на съезды писателей Тувы, где она участвовала в обсуждении проблем тувинской литературы.
В конце 1980-х годов М. П. Татаринцева увлеклась историей русского заселения Тувы и собиранием фольклора русского старожильческого населения республики, носителем которого в основном являлись старообрядческие общины. На протяжении двадцати лет Маргарита Петровна выезжала в фольклорно-этнографические экспедиции, в ходе которых был собран богатый научный материал. Архив института, до этого насчитывавший не более 30 образцов записей русского фольклора, был существенно пополнен. Благодаря деятельности Маргариты Петровны в нём насчитывается свыше 2000 листов и фонотека из 52 носителей с музыкальными записями. По результатам полевых исследований М. П. Татаринцева опубликовала четыре сборника русского фольклора, которые используются в творчестве местных фольклорных ансамблей «Октай», «Верея», «Царевье». Также учёным были исследованы культура, быт и обычаи старообрядцев. Как считает главный научный сотрудник ТИГПИ доктор культурологии В. Сузукей «именно в её работах впервые адекватно описаны жизнь и быт староверческого населения Тувы и именно ею развенчан советско-коммунистический миф о староверческой культуре».
Ещё одним важным направлением деятельности М. П. Татаринцевой стало научное редактирование. С 1970-х годов она являлась редактором всех коллективных работ института и неизменным редактором журнала «Учёные записки ТИГПИ». Список отредактированных ею научных сборников и монографий содержит более 40 названий. Кроме того, в 2012 году Маргарита Петровна совместно с Н. М. Моллеровым и А. К. Кужугет подготовила к изданию ранее не публиковавшиеся рукописи Иннокентия Сафьянова (двухтомник «Тува в прошлом»).
Научно-исследовательскую деятельность М. П. Татаринцева совмещала с преподавательской работой. Она — доцент кафедры литературы Тувинского государственного университета и автор курсов «Устное народное творчество» и «Анализ литературного произведения», написанных на основе собственных материалов.
М. П. Татаринцева вела активную общественную работу. Она являлась членом учёного совета ТИГПИ и членом общественного совета Национальной библиотеки имени А. С. Пушкина.